# Departament d'Eldorado
Eldorado és un dels disset departaments en els quals es divideix la província de Misiones, a l'Argentina. Se sitúa al nord-oest de la província.
Limita amb els departaments d'Iguazú, General Manuel Belgrano, San Pedro, Montecarlo i a l'oest amb la República del Paraguai, separat pel riu Paraná.
El departament té una superfície de 1927 km², equivalent a 6,48 % del total de la província. La seva població és de 78 152 habitants (cens de 2010). La seva capçalera és la localitat homònima.